# Municipio de Delaware (condado de Defiance)
El municipio de Delaware (en inglés: Delaware Township) es un municipio ubicado en el condado de Defiance en el estado estadounidense de Ohio. En el año 2010 tenía una población de 2134 habitantes y una densidad poblacional de 22,9 personas por km².

## Geografía
El municipio de Delaware se encuentra ubicado en las coordenadas 41°18′11″N 84°30′27″O / 41.30306, -84.50750. Según la Oficina del Censo de los Estados Unidos, el municipio tiene una superficie total de 93.17 km², de la cual 92,01 km² corresponden a tierra firme y (1,25 %) 1,16 km² es agua.

## Demografía
Según el censo de 2010, había 2134 personas residiendo en el municipio de Delaware. La densidad de población era de 22,9 hab./km². De los 2134 habitantes, el municipio de Delaware estaba compuesto por el 96,91 % blancos, el 0,19 % eran afroamericanos, el 0,09 % eran amerindios, el 0,09 % eran asiáticos, el 1,27 % eran de otras razas y el 1,45 % eran de una mezcla de razas. Del total de la población el 4,69 % eran hispanos o latinos de cualquier raza.